# Success Eduan
Success Eduan, född den 27 september 2004, är en brittisk friidrottare som tävlar i kortdistanslöpning.

## Karriär
Eduan ingick i det brittiska lag som tog guld respektive silver på den kort stafetten vid junior-EM 2021 och 2023. Vid samma mästerskap tog hon brons på 200 meter. Vid U23-EM 2025 tog hon guld på 200 meter.